# دومينيك غرين (كاتب خيال علمي)
دومينيك غرين (بالإنجليزية: Dominic Green)‏ هو كاتب خيال علمي أمريكي، ولد في 1967 في برمنغهام في الولايات المتحدة.

## وصلات خارجية
- الموقع الرسمي